# Toutàlire
Toutàlire est une ancienne revue des éditions Milan, issue en 2003 de la transformation du magazine Les Aventuriers. Elle présentait chaque trimestre des récits entiers à lire. Elle a cessé de paraître en 2006.